# سرآسیاب شش
سرآسیاب شش، روستایی است از توابع شهرستان کرمان در استان کرمان ایران.
این روستا در قرن چهارم هجری تأسیس شده است و جزء مهریه ترکان خاتون حاکم کرمان در زمان سلجوقیان بوده است. با وجود تعداد بسیاری آسیاب آبی در قدیم به طاحونه معروف بوده است و آرامگاه امامزاده سلطان سیداحمد کبیر در این روستا قرار دارد. این روستا در مسیر کاروان‌های تجارتی و سیاحتی کرمان به خراسان و کوهبنان قرار داشته است و دارای کاروانسرا قدیمی است.

## جمعیت
این روستا در دهستان معزیه قرار داشته و براساس آخرین سرشماری مرکز آمار ایران که در سال ۱۳۸۵ صورت گرفته، جمعیت آن ۱۹۶۸نفر (۵۴۶خانوار) بوده است.